# Patricia Rossignol
Pour les articles homonymes, voir Rossignol (homonymie).
Patricia Rossignol est une lutteuse et pratiquante de sambo française née le 25 octobre 1956 à Saint-Rémy.
Aux Championnats du monde, elle remporte la médaille d'or en lutte féminine dans la catégorie des moins de 75 kg en 1987 à Lørenskog. Elle obtient un nouveau titre aux Championnats d'Europe dans la catégorie des moins de 75 kg en 1988 à Dijon.
Elle est championne de France de lutte féminine en 1985, 1986, 1987 et 1988, championne du monde de sambo en 1986 et 1994, championne d'Europe de sambo en 1994 et championne de France de sambo en 1984, 1985, 1986, 1987, 1994 et 1996.
Elle est titulaire de la médaille d’or de la Jeunesse et des Sports en 1995, chevalier de la Légion d'honneur en 1999 et chevalier de l'ordre des Palmes académiques en 2016. En 2020, elle est promue officier de l'Ordre national du Mérite.

## Distinctions
- Médaille de la jeunesse, des sports et de l'engagement associatif, or
- Officier de l'ordre national du Mérite
- Chevalier de la Légion d'honneur
- Chevalier de l'ordre des Palmes académiques